# Dennis Siver
Dennis Siver, né le 13 janvier 1979 à Omsk dans la RSFS de Russie de parents émigrés allemands, est un kick-boxeur et pratiquant allemand d'arts martiaux mixtes (MMA).
Champion d'Allemagne WAKO de kick-boxing en 1997, il s'est reconverti dans les arts martiaux mixtes. Il est ceinture noire de taekwondo et ceinture violette de jiu-jitsu brésilien, et actuellement en concurrence dans la division poids plumes de l'Ultimate Fighting Championship.
Il est connu pour son coup de pied retourné au niveau du foie.

## Palmarès en arts martiaux mixtes
| 33 combats     | 22 victoires | 10 défaites |
| Par KO         | 5            | 3           |
| Par soumission | 9            | 5           |
| Sur décision   | 8            | 2           |
| Sans décision  | 1            | 1           |

| Résultat   | Record    | Adversaire           | Méthode                                                  | Événement                                                | Date              | Round | Temps | Lieu                                    | Notes                                                                                           |
| ---------- | --------- | -------------------- | -------------------------------------------------------- | -------------------------------------------------------- | ----------------- | ----- | ----- | --------------------------------------- | ----------------------------------------------------------------------------------------------- |
| Défaite    | 22-10 (1) | Conor McGregor       | TKO (coups de poing)                                     | UFC Fight Night: McGregor vs. Siver                      | 18 janvier 2015   | 2     | 1:54  | Boston, Massachusetts, États-Unis       |                                                                                                 |
| Victoire   | 22-9 (1)  | Charles Rosa         | Décision unanime                                         | UFC Fight Night: Nelson vs. Story                        | 4 octobre 2014    | 2     | 1:54  | Stockholm, Suède                        |                                                                                                 |
| No contest | 21-9 (1)  | Manvel Gamburyan     | No contest                                               | UFC 168: Silva vs. Weidman 2                             | 28 décembre 2013  | 3     | 5:00  | Las Vegas, Nevada, États-Unis           | Victoire par décision unanime de Siver changée en no contest après un contrôle positif à l'HCG. |
| Défaite    | 21-9      | Cub Swanson          | TKO (coups de poing)                                     | UFC 162: Silva vs. Weidman                               | 6 juillet 2013    | 3     | 2:42  | Las Vegas, Nevada, États-Unis           | Combat de la soirée                                                                             |
| Victoire   | 21-8      | Nam Phan             | Décision unanime                                         | UFC on Fox: Henderson vs. Diaz                           | 8 décembre 2012   | 3     | 5:00  | Seattle, Washington, États-Unis         |                                                                                                 |
| Victoire   | 20-8      | Diego Nunes          | Décision unanime                                         | UFC on Fuel TV: Gustafsson vs. Silva                     | 14 avril 2012     | 3     | 5:00  | Stockholm, Suède                        |                                                                                                 |
| Défaite    | 19-8      | Donald Cerrone       | Soumission (rear naked choke)                            | UFC 137: Penn vs. Diaz                                   | 29 octobre 2011   | 1     | 2:22  | Las Vegas, Nevada, États-Unis           |                                                                                                 |
| Victoire   | 19-7      | Matt Wiman           | Décision unanime                                         | UFC 132: Cruz vs. Faber 2                                | 2 juillet 2011    | 3     | 5:00  | Las Vegas, Nevada, États-Unis           |                                                                                                 |
| Victoire   | 18-7      | George Sotiropoulos  | Décision unanime                                         | UFC 127: Penn vs. Fitch                                  | 27 février 2011   | 3     | 5:00  | Sydney, Australie                       |                                                                                                 |
| Victoire   | 17-7      | Andre Winner         | Soumission (rear naked choke)                            | UFC 122: Marquardt vs. Okami                             | 13 novembre 2010  | 1     | 3:37  | Oberhausen, Allemagne                   | Soumission de la soirée                                                                         |
| Victoire   | 16-7      | Spencer Fisher       | Décision unanime                                         | The Ultimate Fighter: Team Liddell vs. Team Ortiz Finale | 19 juin 2010      | 3     | 5:00  | Las Vegas, Nevada, États-Unis           |                                                                                                 |
| Défaite    | 15-7      | Ross Pearson         | Décision unanime                                         | UFC Fight Night: Florian vs. Gomi                        | 31 mars 2010      | 3     | 5:00  | Charlotte, Caroline du Nord, États-Unis | Combat de la soirée                                                                             |
| Victoire   | 15-6      | Paul Kelly           | TKO (coup de pied circulaire retourné et coups de poing) | UFC 105: Couture vs. Vera                                | 14 novembre 2009  | 2     | 2:53  | Manchester, Angleterre                  | KO de la soirée                                                                                 |
| Victoire   | 14-6      | Dale Hartt           | Soumission (rear naked choke)                            | UFC 99: The Comeback                                     | 13 juin 2009      | 1     | 3:23  | Cologne, Allemagne                      |                                                                                                 |
| Victoire   | 13-6      | Nate Mohr            | TKO (coup de pied circulaire retourné et coups de poing) | UFC 93: Franklin vs. Henderson                           | 17 janvier 2009   | 3     | 3:27  | Dublin, Irlande                         | KO de la soirée                                                                                 |
| Victoire   | 12-6      | Chas Jacquier        | Soumission (étranglement en guillotine)                  | TFS: Mix Fight Gala 7                                    | 25 octobre 2008   | 1     | 4:21  | Darmstadt, Allemagne                    |                                                                                                 |
| Défaite    | 11-6      | Melvin Guillard      | TKO (coups de poing)                                     | UFC 86: Jackson vs. Griffin                              | 5 juillet 2008    | 1     | 0:36  | Las Vegas, Nevada, États-Unis           |                                                                                                 |
| Défaite    | 11-5      | Gray Maynard         | Décision unanime                                         | UFC Fight Night: Swick vs Burkman                        | 23 janvier 2008   | 3     | 5:00  | Las Vegas, Nevada, États-Unis           |                                                                                                 |
| Victoire   | 11-4      | Naoyuki Kotani       | KO (coup de poing)                                       | UFC 75: Champion vs. Champion                            | 8 septembre 2007  | 2     | 2:04  | Londres, Angleterre                     |                                                                                                 |
| Défaite    | 10-4      | Jess Liaudin         | Soumission (clé de bras)                                 | UFC 70: Nations Collide                                  | 21 avril 2007     | 1     | 1:21  | Manchester, Angleterre                  |                                                                                                 |
| Victoire   | 10-3      | Jim Wallhead         | Soumission (clé de bras)                                 | CWFC: Enter The Rough House                              | 9 décembre 2006   | 2     | 3:31  | Nottingham, Angleterre                  |                                                                                                 |
| Victoire   | 9-3       | Said Khalilov        | Décision partagée                                        | WFC 2: Evolution                                         | 30 septembre 2006 | 3     | 5:00  | Koper, Slovénie                         |                                                                                                 |
| Victoire   | 8-3       | Paul Jenkins         | Soumission (clé de talon)                                | WFC: Europe vs Brazil                                    | 20 mai 2006       | 2     | N/A   | Koper, Slovénie                         |                                                                                                 |
| Défaite    | 7-3       | Daniel Weichel       | Soumission (rear naked choke)                            | Tempel: Mix Fight Gala 3                                 | 6 mai 2006        | 1     | N/A   | Darmstadt, Allemagne                    |                                                                                                 |
| Défaite    | 7-2       | Arni Isaksson        | Soumission (clé de bras)                                 | CWFC: Enter the Wolfslair                                | 5 mars 2006       | 2     | 4:23  | Liverpool, Angleterre                   |                                                                                                 |
| Victoire   | 7-1       | Jonas Ericsson       | TKO (coups de poing)                                     | CWFC: Enter the Wolfslair                                | 5 mars 2006       | 1     | 0:35  | Liverpool, Angleterre                   |                                                                                                 |
| Victoire   | 6-1       | Adrian Degorski      | Soumission (clé de bras)                                 | CWFC: Enter the Wolfslair                                | 5 mars 2006       | 2     | 1:59  | Liverpool, Angleterre                   |                                                                                                 |
| Défaite    | 5-1       | Fabricio Nascimento  | Soumission (kimura)                                      | EVT 5: Phoenix                                           | 8 octobre 2005    | 1     | 0:47  | Stockholm, Suède                        |                                                                                                 |
| Victoire   | 5-0       | Maciej Luczak        | Soumission (frappes)                                     | OC: Masters Fight Night 2                                | 26 mars 2005      | 2     | N/A   | Duisbourg, Allemagne                    |                                                                                                 |
| Victoire   | 4-0       | Dylan van Kooten     | Soumission (étranglement)                                | BFS: Mix Fight Gala 4                                    | 6 mars 2005       | 1     | N/A   | Düsseldorf, Allemagne                   |                                                                                                 |
| Victoire   | 3-0       | Kenneth Rosfort-Nees | TKO (coupure)                                            | EVT 4: Gladiators                                        | 26 septembre 2004 | 1     | 5:00  | Stockholm, Suède                        |                                                                                                 |
| Victoire   | 2-0       | Mohammed Omar        | Décision unanime                                         | Kombat Komplett                                          | 7 août 2004       | 3     | N/A   | Trèves, Allemagne                       |                                                                                                 |
| Victoire   | 1-0       | Kordian Szukala      | Soumission (frappes)                                     | Outsider Cup 2                                           | 28 février 2004   | 1     | 0:17  | Lübbecke, Allemagne                     |                                                                                                 |